# Euphorbia brandegeei
Euphorbia brandegeei är en törelväxtart som beskrevs av Charles Frederick Millspaugh. Euphorbia brandegeei ingår i släktet törlar, och familjen törelväxter. Inga underarter finns listade i Catalogue of Life.